# Quebratxo blanc
El quebratxo blanc (Aspidosperma quebracho-blanco) és un arbre sud-americà de la família de les apocinàcies que habita el nord de l'Argentina, del Paraguai i de Bolívia, bàsicament a la regió del Gran Chaco. Existeixen altres quebratxos però que pertanyen a gèneres ben diferents, per bé que comparteixen la singularitat de tenir una fusta molt dura.

## Etimologia
El mot Aspidosperma fa referència al prefix Aspido (en grec, coberta protectora, escut) i sperma (llavor) fent patent la duresa d'aquestes llavors alades. L'epitet específic quebracho té el seu origen en el seu nom popular que, alhora, prové de la contracció castellana de "quiebra + hacha" donant a entendre la duresa de la seva fusta.

## Història
Aquesta planta es coneix com a medicinal des de temps precolombins. Els jesuïtes que acompanyaven els primers expedicionaris per terres sud-americanes en van fer molt d'ús enfront de tota mena de febres. No va ser fins al segle xix que va arribar a Europa donada la seva bona reputació com a febrífug. En els darrers anys el seu consum ha decaigut molt sobretot en els països occidentals on altres plantes tenen virtuts semblants i millors.

## Característiques
És un arbre alt amb branques joves pèndules i fulles persistents, simples, el·líptiques, coriàcies i lleugerament espinescent a l'àpex. Les flors hermafrodites es disposen en inflorescències cimoses, axil·lars i terminals. Són de color groc clar i desprenen un suau perfum un cop l'arbre està en plena floració. El fruit és un fol·licle de 7 a 12 cm de llargària que conté nombroses llavors de forma alada. La fusta, molt dura, s'utilitza per a la fabricació de mobles.

## Farmacologia
Medicinalment se'n fa servir l'escorça pel contingut alt en alguns alcaloides, per bé que de manera popular també se n'han usat els fruits, les fulles i les arrels.
Entre els alcaloides que s'hi han aïllat trobem derivats de la ioimbina, el qual s'ha usat força sovint com a afrodisíac ateses les virtuts en les disfuncions erèctils d'aquest principi actiu. El seu ús, però, s'ha de fer sota estricte control mèdic. Al nostre país, fins fa poc s'ha usat com a estimulant respiratori i expectorant i s'ha prescrit en cas de bronquitis, asma o emfisema pulmonar. Altres virtuts medicinals reconegudes són les d'antipirètic, antisèptic, tònic, antimalàric i anestèsic.